# Tombe des Tetnie
La tombe des Tetnie (en italien : Tomba dei Tetnie) est l'une des tombes étrusques, datant du IVe siècle av. J.-C., situées dans la nécropole de Ponte Rotto près de la ville de Vulci dans la province de Viterbe, dans le nord du Latium. 

## Histoire
Durant le mois de décembre 1845 la Princesse de Tuscia, Alexandrine de Bleschamp, débutait la seizième campagne de fouilles dans une zone de la nécropole où un bige en bronze avait été découvert lors d'une campagne précédente. Le 13 février 1846 la tombe a été découverte. Elle contenait deux sarcophages datés du IVe siècle av. J.-C. Les fouilles ont pris fin en mars 1846.

## Description
La tombe des Tetnie fait partie de la nécropole de Ponte Rotto dans le Parco Archeologico Ambientale di Vulci et est située dans sa partie orientale. 
Concernant la tombe, il n'existe aucune description (« une grotte très profonde près du Ponte Rotto sur la Fiora »), la princesse ayant donné l'ordre de la recouvrir car la tombe partiellement écroulée, fut détruite afin d'en extraire rapidement les sarcophages. Aujourd'hui elle n'est plus localisable avec certitude.

## Les sarcophages
Le sarcophage le plus ancien, appartenant au chef de la famille Tetnie, est sculpté dans un bloc de nenfro. Sur son couvercle figuré sont représentés les époux allongés et tendrement enlacés sur le talamus nuptial. Sur les côtés est sculptée la cérémonie du mariage, avec les époux au centre suivis des serviteurs portant les insignes du rang politique de l'homme et les objets personnels de la femme. Sur les flancs les époux sont représentés : sur le premier l'homme sur une bige, sur le second la femme sur un char de transport.
Le second sarcophage appartient au fils du couple et est sculpté dans l'albâtre. Sur le couvercle sont représentés les époux allongés, se dévisageant intensément, couverts d'un léger voile. Les deux flancs sont sculptés de scènes d'amazonomachie, tandis que les latéraux comportent des scènes d'animaux luttant entre eux.
George Dennis, dans son livre Villes et nécropoles d'Étrurie, décrivait les sarcophages qu'il avait vus lors de sa visite au Château de Musignano. Ceux-ci l'avaient profondément impressionné pour leurs fine exécution et beauté.

## Histoire des sarcophages
En 1846, la Commission du Ministère se rendit à Musignano afin de conclure l'achat des sarcophages, considérant l'offre très supérieure de la princesse,  imposant une clause qu'en cas d'offre refusée, l'état bloquerait les sarcophages par une loi.
En mars 1847 la princesse fit part de son refus en restant disponible pour toute nouvelle offre, mais à la mort de celle-ci (Senigaglia le 13 juillet 1855), aucune nouvelle offre n'avait été proposée.
En 1859 la Comtesse Maria Bonaparte Valentini, en qualité de tutrice de la fille Luciana (héritière universelle de la Princesse de Tuscia), demanda au gouvernement de reprendre les négociations, mais la requête, dans une période particulièrement confuse de l'histoire italienne (Risorgimento), resta sans suite et la loi qui bloquait les sarcophages oubliée.
Après diverses et infructueuses tractations de vente entamées par la famille Bonaparte avec l'Altes Museum de Berlin et l'État pontifical, les sarcophages furent finalement achetés par J. J. Jarvis et G. Maquay de Florence qui les prêtèrent à Boston à l'occasion de la Foreign Art Exhibition de Boston de 1882. Au terme de l'exposition les sarcophages furent portés au musée des beaux-arts de Boston  qui en acheta un en 1886, tandis que le second fut acheté par le Boston Athenæum qui l'offrit au même musée.